# 巴里克礦業公司
巴里克礦業公司（英語：Barrick Mining Corporation），前稱巴里克黃金公司（英語：Barrick Gold Corporation），是現在世界最大的金礦開採公司，總部位於加拿大安大略省多倫多。

## 历史
2006年1月20日，巴里克黃金公司收購普萊斯多姆。此舉使得巴里克黃金超過紐蒙特礦業公司成為当时世界最大的金礦開採公司。
2018年9月24日，加拿大巴里克黃金公司以全股票交易方式收購南非蘭德黃金資源公司（Randgold Resource），持有合併後公司的66.6%股份，而蘭德黃金股東將擁有新公司約33.4％的股份，合併後市值高達183億美元、黃金年產量可望超越650萬盎司。
2025年5月6日，巴里克黃金公司正式易名為巴里克礦業公司，並將紐約證券交易所的上市股票代號由GOLD改為B。巴里克礦業解釋，更名是為了配合公司在銅業上的擴展，將反映公司未來發展方向的策略性演變。

## 擴展閱讀
- Rohmer, Richard. . Toronto: Key Porter Books. 1997. ISBN 1-55013-912-6.

## 外部連結
- Official company website （页面存档备份，存于）
- Beyond Borders Responsible Mining at Barrick Gold （页面存档备份，存于）
- Company Information at Reuters （页面存档备份，存于）
- Company Information （页面存档备份，存于） — Google Finance
- Company Information – Yahoo! Finance （页面存档备份，存于）
- Company Information – Mining Almanac
- Company Information InfoMine （页面存档备份，存于）
- Lake Cowal Foundation
- Lake Cowal Conservation Centre
- ProtestBarrick.net （页面存档备份，存于） Network of groups fighting Barrick Gold
- Campaign to Save Lake Cowal, the "Sacred Heartland of the Wiradjuri Nation" （页面存档备份，存于）
- More on Barrick Gold on Mount Tenabo （页面存档备份，存于）